# Serrat de l'Obaga
El Serrat de l'Obaga és una serra situada al municipi de Montellà i Martinet, a la comarca de la Baixa Cerdanya, amb una elevació màxima de 1.482 metres.